# Colos Slobozia
Fotbal Club Colos Slobozia – mołdawski klub piłkarski, mający siedzibę w Slobozii w południowo-wschodniej części kraju.

## Historia
Chronologia nazw:
- 1968: 1 Maia Slobozia (ros. «1 мая» Слободзея)
- 197?: Colos Slobozia (ros. «Колос» Слободзея)

Klub piłkarski 1 Maia Slobozia został założony w miejscowości Slobozia w roku 1968. Już w 1971 jako Colos Slobozia występował w pierwszej lidze mistrzostw Mołdawskiej SRR. W 1974 zajął trzecie miejsce, a w 1975, 1976, 1978, 1979 i 1980 zdobył wicemistrzostwo.
Po uzyskaniu niepodległości przez Mołdawię i organizowaniu własnych mistrzostw klub startował w 1992/93 w rozgrywkach o Puchar Mołdawii. Potem zespół występował w rozgrywkach amatorskich.

## Sukcesy

### Trofea międzynarodowe
Nie uczestniczył w rozgrywkach europejskich (stan na 31-12-2017).

### Trofea krajowe
| \| \| Zdobyte trofea w rozgrywkach Mołdawii (stan na: 31-12-2017) \| |                                                             |      |          |
| Rozgrywki                                                            | Osiągnięcie                                                 | Razy | Sezon(y) |
| Mistrzostwo                                                          | I miejsce                                                   | 0    |          |
| Mistrzostwo                                                          | II miejsce                                                  | 0    |          |
| Mistrzostwo                                                          | III miejsce                                                 | 0    |          |
| Puchar                                                               | zdobywca                                                    | 0    |          |
| Puchar                                                               | finalista                                                   | 0    |          |
| Puchar                                                               | 1/64 finału                                                 | 1    | 1992/93  |
| II liga                                                              | I miejsce                                                   | 0    |          |
| II liga                                                              | II miejsce                                                  | 0    |          |
| II liga                                                              | III miejsce                                                 | 0    |          |
| Mołdawia                                                             | Zdobyte trofea w rozgrywkach Mołdawii (stan na: 31-12-2017) |      |          |

- Mistrzostwa Mołdawskiej SRR:
  - wicemistrz (5x): 1975, 1976, 1978, 1979, 1980
  - 3.miejsce (1x): 1974
- Puchar Mołdawskiej SRR:
  - finalista (1x): 1979

## Stadion
Klub rozgrywa swoje mecze domowe na stadionie Centralnym w Slobozia, który może pomieścić 1000 widzów.